# Dicksoniàcies
Les dicksoniàcies (Dicksoniaceae) són una família de falgueres arborescents de climes tropicals, subtropicals i temperats. Hi pertanyen una trentena d'espècies, algunes d'elles que daten del Juràssic.
De fet, la majoria d'espècies aquesta família es consideren més antigues que les de les falgueres de la família Cyatheaceae. És una família de plantes terrestres. Distribuïts a l'origen l'est d'Àsia, Australàsia, el Neotròpic i Santa Helena també s'utilitzen com a planta decoratiu en zones amb clima temperat.

## Ubicació taxonòmica
Juntament amb Cyatheaceae, Cibotiaceae i Metaxyaceae formen el nucli de falgueres arborescents.
És classificada com una familía monofilètica amb tres gèneres i una trentena d'espècies:
- Calochlaena
- Dicksonia
- Lophosoria

## Característiques

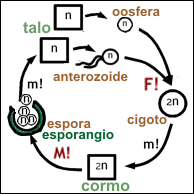
Diagrama esquemàtic del cicle de vida de las plantes vasculars sense llavor.
-----
Llegenda:
n : generació haploide,
2n : generació diploide,
m! : mitosi,
M! : meiosi,
F! : fecundació

Les dicksoniàcies són plantes vasculars amb un cicle de vida haplodiplont on l'alternança de generacions és ben manifesta, amb esporòfits i gametòfits multicel·lulars i independents, amb espores com unitat de dispersió i de resistència. Tenen esporòfits amb megafils (Euphyllophyta).
En general són arborescents o amb rizomes erectes o ascendents, rizomes amb dictiosteles policícliques, o solenostelas (Calochaena). Els àpexs de les tiges i també les bases peciolars són coberts amb pèls d'una cèl·lula de gruix.
Fulles grans, 2-3 pinades. Venes simples a bifurcades, lliures.
Sorus abaxials i sense inducció (Lophosoria) o marginals (Calochlaena, Dicksonia). Indusis bivalve o cuculiforme. La valva adaxial (l'externa) formada pel marge reflex de la lamina, usualment pintada diferencialment. Esporangis amb anell obliqu, receptacles alçats. Normalment amb parafisos filiformes. Espores globoses o tetraèdriques.
Nombre de cromosomes: x = 56 (Calochaena), 65 (Dicksonia, Lophosoria).